# Michael F. Scholz
Michael F. Scholz (* 13. September 1958 in Ost-Berlin) ist ein deutscher Historiker, Hochschullehrer und Autor.

## Leben
Scholz studierte an der Ernst-Moritz-Arndt-Universität in Greifswald Geschichte und Nordeuropawissenschaften. Ab 1986 war er wissenschaftlicher Assistent am dortigen Historischen Institut, wo er 1990 mit einer Arbeit über die Rostocker Ostseewochen in der Außenpolitik der DDR promoviert wurde. 1999 erfolgte am selben Ort die Habilitation (Dr. phil. habil.) mit einer Arbeit über politische Emigration und Remigration und die Erteilung der Lehrbefugnis für die Allgemeine Geschichte der Neuesten Zeit (Privatdozent). Scholz lehrt seit November 2000 in Visby auf Gotland an der Högskolan på Gotland, seit 2013 Universität Uppsala – Campus Gotland. Scholz ist seit 2008 Professor für Neuere Geschichte.
Scholz’ Forschungsschwerpunkte sind Comics als Propaganda- und Indoktrinationsinstrument, die Geschichte der deutsch-skandinavischen Beziehungen im 19. und 20. Jahrhundert, das Exil und Nachexil 1933–1955 sowie die Tourismusgeschichte. Scholz verfasste mehrere Schriften zur Politik- und Kulturgeschichte der DDR, zu den ehemaligen Ost-Westbeziehungen und zur Geschichte Skandinaviens. Für den Gebhardt, das traditionsreiche Handbuch der deutschen Geschichte, schrieb er den Abschnitt über die Geschichte der DDR. Des Weiteren publizierte er einige Werke zur Literatur- und Comicforschung, unter anderem gemeinsam mit Gerd Lettkemann, das Buch Schuldig ist schließlich jeder… Comics in der DDR – Die Geschichte eines ungeliebten Mediums von 1945/49–1990. Scholz ist Mitarbeiter der Reihe Deutsche Comicforschung.

## Werke (Auswahl)
- Die DDR 1949–1990 (= Gebhardt. Handbuch der deutschen Geschichte. Band 22). Klett-Cotta, Stuttgart 2009, ISBN 978-3-608-60022-3.
- Das Jürgen-Kieser-Buch. Mosaik Steinchen für Steinchen Verlag, Berlin 2001, ISBN 3-932667-29-8.
- Skandinavische Erfahrungen erwünscht? Nachexil und Remigration. Die ehemaligen KPD-Emigranten in Skandinavien und ihr weiteres Schicksal in der SBZ/DDR (= Historische Mitteilungen, Beihefte, Band 37). Franz Steiner Verlag, Stuttgart 2000, ISBN 3-515-07651-4.
- Herbert Wehner in Schweden 1941–1946 (= Schriftenreihe der Vierteljahrshefte für Zeitgeschichte, Band 70). München 1995, ISBN 3-486-64570-6; erweiterte Taschenbuchauflage, Aufbau-Taschenbuch-Verlag, Berlin 1997, ISBN 3-74668029-8.
- Bauernopfer der deutschen Frage. Der Kommunist Kurt Vieweg im Dschungel der Geheimdienste. Aufbau-Taschenbuch-Verlag, Berlin 1997, ISBN 3-7466-8030-1.
- Ernst Wollweber. Saboteur – Minister – Unperson. Aufbau-Verlag, Berlin 1994, ISBN 3-351-02419-3 (zusammen mit Jan von Flocken).
- Schuldig ist schließlich jeder… Comics in der DDR – Die Geschichte eines ungeliebten Mediums 1945/49–1990. Mosaik Steinchen für Steinchen Verlag, Berlin 1994, ISBN 3-9803882-0-4 (zusammen mit Gerd Lettkemann).
- Herausgeber: Fix und Fax. Lustige Mäuseabenteuer. Bilder und Verse von Jürgen Kieser (= Sammler-Edition, Bd. 25), Mosaik Steinchen für Steinchen Verlag, Berlin 1994–2001, ISBN 3-932667-15-8.